# Dictyna trivirgata
Dictyna trivirgata là một loài nhện trong họ Dictynidae.
Loài này thuộc chi Dictyna. Dictyna trivirgata được Cândido Firmino de Mello-Leitão miêu tả năm 1943.